# 洲口镇
洲口镇，是中华人民共和国湖南省常德市汉寿县下辖的一个乡镇级行政单位。

## 行政区划
洲口镇下辖以下地区：
乌龙港社区、小河村、福和村、洲口村、东风村、龙打吉村、正龙村、民安村、同永村、李和村、小港村、大陆村、太平村、侯王村、三溢昏村、沙嘴村、唐护村、护校村、同兴村、新昏村、北堤村和企业场生活区。